# Championnat des Comores de football 2022-2023
Navigation
Saison précédente Saison suivante
La saison 2022-2023 du championnat des Comores de football est la trente-neuvième édition de la première division comorienne. Après une phase régionale se déroulant du 2 novembre 2022 au 21 mai 2023, les champions de première division des trois îles des Comores (Anjouan, Grande Comore et Mohéli) s'affrontent dans une phase nationale se déroulant du 14 au 18 juin 2023.
La saison se conclut sur le sacre du Djabal Football Club d'Iconi qui obtient le 2e titre de champion de son histoire après 2012, deux semaines après sa victoire en finale de la Coupe des Comores.

## Phase régionale
Le classement est établi sur le barème de points (victoire à 3 points, match nul à 1, défaite à 0).

### Grande Comore
| Rang | Équipe                | Pts | J  | G  | N  | P  | Bp | Bc | Diff |
| ---- | --------------------- | --- | -- | -- | -- | -- | -- | -- | ---- |
| 1    | Djabal FC             | 47  | 22 | 13 | 8  | 1  | 35 | 12 | +23  |
| 2    | Volcan Club T         | 39  | 22 | 11 | 6  | 5  | 37 | 20 | +17  |
| 3    | US Zilimadjou         | 38  | 22 | 10 | 8  | 4  | 30 | 16 | +14  |
| 4    | Alizé Fort            | 34  | 22 | 9  | 7  | 6  | 36 | 27 | +9   |
| 5    | FC Hantsindzi         | 34  | 22 | 9  | 7  | 6  | 29 | 28 | +1   |
| 6    | Étoile des Comores    | 28  | 22 | 7  | 7  | 8  | 33 | 33 | 0    |
| 7    | FC Malé               | 27  | 22 | 7  | 6  | 9  | 27 | 35 | -8   |
| 8    | Twamaya FC P          | 26  | 22 | 6  | 8  | 8  | 22 | 32 | -10  |
| 9    | US Ntsaoueni          | 25  | 22 | 5  | 10 | 7  | 24 | 31 | -7   |
| 10   | US Séléa P            | 21  | 22 | 5  | 6  | 11 | 23 | 31 | -8   |
| 11   | Petit Harlem P        | 18  | 22 | 4  | 6  | 12 | 22 | 37 | -15  |
| 12   | Enfants des Comores P | 17  | 22 | 4  | 5  | 13 | 21 | 37 | -16  |

### Anjouan
| Rang | Équipe               | Pts | J  | G  | N | P  | Bp | Bc | Diff |
| ---- | -------------------- | --- | -- | -- | - | -- | -- | -- | ---- |
| 1    | Steal Nouvel de Sima | 44  | 18 | 14 | 2 | 2  | 46 | 20 | +26  |
| 2    | Ngazi Sport          | 38  | 18 | 11 | 5 | 2  | 32 | 15 | +17  |
| 3    | Gombessa Sport       | 34  | 18 | 9  | 7 | 2  | 29 | 13 | +16  |
| 4    | US Bambao P          | 26  | 18 | 7  | 5 | 6  | 28 | 35 | -7   |
| 5    | Mrango Kavani P      | 25  | 18 | 6  | 7 | 5  | 25 | 22 | +3   |
| 6    | Étoile d'or          | 22  | 18 | 6  | 4 | 8  | 21 | 18 | +3   |
| 7    | FC Ouani P           | 20  | 18 | 5  | 5 | 8  | 27 | 25 | +2   |
| 8    | Chirazienne          | 19  | 18 | 5  | 4 | 9  | 19 | 30 | -11  |
| 9    | US Mjamaoué P        | 9   | 18 | 1  | 6 | 11 | 21 | 35 | -14  |
| 10   | Yakélé Sport         | 8   | 18 | 1  | 5 | 12 | 16 | 51 | -35  |

### Mohéli
| Rang | Équipe           | Pts | J  | G  | N | P | Bp | Bc | Diff |
| ---- | ---------------- | --- | -- | -- | - | - | -- | -- | ---- |
| 1    | Fomboni FC       | 35  | 14 | 11 | 2 | 1 | 26 | 4  | +22  |
| 2    | Étoile du Centre | 29  | 14 | 9  | 2 | 3 | 26 | 17 | +9   |
| 3    | Mbatsé Club P    | 18  | 14 | 4  | 6 | 4 | 17 | 23 | -6   |
| 4    | FCN Espoir       | 17  | 14 | 5  | 2 | 7 | 13 | 11 | +2   |
| 5    | Ouragan Club     | 15  | 14 | 3  | 5 | 5 | 12 | 13 | -1   |
| 6    | Belle Lumière    | 14  | 14 | 4  | 5 | 4 | 14 | 14 | 0    |
| 7    | FC Chihouzi      | 10  | 14 | 2  | 4 | 8 | 8  | 19 | -11  |
| 8    | Silex FC P       | 10  | 14 | 2  | 4 | 8 | 17 | 31 | -14  |

## Phase nationale
La phase finale se tient du 14 au 18 juin 2023.

### Les équipes participantes
- Steal Nouvel de Sima - Champion d'Anjouan
- Djabal FC  - Champion de Grande Comore
- Fomboni FC - Champion de Mohéli

### Les matchs
Tous les matchs se déroulent sur terrain neutre.
| Rang | Équipe               | Pts | J | G | N | P | Bp | Bc | Diff |  | Résultats (▼ dom., ► ext.) | DJA | STE | FOM |
| ---- | -------------------- | --- | - | - | - | - | -- | -- | ---- |  | -------------------------- | --- | --- | --- |
| 1    | Djabal FC T          | 3   | 2 | 1 | 1 | 0 | 5  | 2  | +3   |  | Djabal FC T                |     | 1-1 | 4-1 |
| 2    | Steal Nouvel de Sima | 2   | 2 | 0 | 2 | 0 | 2  | 2  | 0    |  | Steal Nouvel de Sima       |     |     | 1-1 |
| 3    | Fomboni FC           | 1   | 2 | 0 | 1 | 1 | 2  | 5  | -3   |  | Fomboni FC                 |     |     |     |

## Bilan de la saison
| Championnat des Comores de football 2022-2023 |                      |
| Champion                                      | Djabal FC (2e titre) |
| Coupes et trophées                            |                      |
| Vainqueur de la Coupe des Comores 2022-2023   | Djabal FC            |
| Qualifications continentales                  |                      |
| Ligue des champions de la CAF 2022-2023       | Djabal FC            |
| Coupe de la confédération 2022-2023           | Belle Lumière        |
| Promotions et relégations                     |                      |
| Promus en première division                   | Atomic Ngome         |
| Promus en première division                   | FC Mtsamdou          |
| Promus en première division                   | FC Hahaya            |
| Promus en première division                   | FC Mlaouni           |
| Promus en première division                   | Café Sport           |
| Promus en première division                   | AS Singani           |
| Promus en première division                   | Juno Club            |
| Promus en première division                   | US Wanani            |
| Relégués en deuxième division                 | US Ntsaoueni         |
| Relégués en deuxième division                 | US Séléa             |
| Relégués en deuxième division                 | Petit Harlem         |
| Relégués en deuxième division                 | Enfants des Comores  |
| Relégués en deuxième division                 | US Mjamaoué          |
| Relégués en deuxième division                 | Yakélé Sport         |
| Relégués en deuxième division                 | FC Chihouzi          |
| Relégués en deuxième division                 | Silex FC             |